# Прамова
Прамова (калька з нім. Ursprache) — давня мова, з якої виникли мови, що належать до конкретної сім'ї мов (наприклад, латинська як прамова романських, праслов'янська як мова-предок слов'янських). Прамову, не зафіксовану писемністю, реконструюють за допомогою порівняльно-історичного методу.

## Реконструкція
Порівняльно-історичними мовознавцями ведеться робота напрямку ступінчастої реконструкції прамови людства за допомогою послідовного співставлення близькоспоріднених прамов макросімей. Прамова людства (однієї макро-макро-сім'ї) деякими російськими лінгвістами умовно названа «турит» (за Біблією, мова людства до Вавилонського стовпотворіння).
В процесі реконструкції прамови особлива увага приділялась глотохронології, за допомогою якої можна визначити момент дивергенції мов з точністю до 2-3 сотень років на кожні 2000-3000 років від нас, а також до 500—1000 років на «відстані» до 10 000-12 000 років від нашого часу, виділяють наступні приблизні датування:
- умовна «дата» розпаду афразійської надродини — 10 тис. років тому (через це дану сім'ю не прийнято включати в ностратичну спільноту); Представлена давньоєгипетською, берберськими, канарськими, чадськими, кушитськими, омотськими, та семітськими спільнотами;

- розпад ностратичної мовної надродини трапився 10 тис. років тому (включає індоєвропейські, уральські, алтайські, дравідійські, картвельські, ескалеутські спільноти);

- датою розпаду індоєвропейської мовної спільноти прийнято вважати 5 тис. років до н. е.;

- розпад «євразійської[en]» мовної сім'ї (іноді таким терміном позначається одна з підсімей ностратичної сім'ї[3]) датується умовно 13-15 тис. до н.е (представлена сино-кавказькою (єнісейські, сино-тибетські, північно-кавказькі, мови на-дене), чукотсько-камчатською мовними спільнотами, деякі мовознавці включають також картвельські сім'ї, а також нівхский та етруський ізоляти.

- розпад загальногерманської сім'ї дається кінцем 1-го тисячоліття н. е. Слов'янські мови виокремились в окрему групу в середині 1-го тис. н. е.

Інші сім'ї, безумовно, також існують і представлені більшим числом мов, але вони вивчені мало, їхні характеристики менш структуровані та розроблені.

## Претенденти
Кількість претендентів на звання «першонароду» і спроб «експериментально» встановити першу мову з часом тільки збільшується. Можливо, у духовному розвитку багатьох народів іноді наступає момент, коли визнання народу головним, великим, першим і мессінським сприяє об'єднанню, виділенню одної спільноти серед інших, уникненню денаціоналізації. Може бути, це просто вікова хвороба націєтворчості, яку знаменитий етнограф Ян Станіслав Бистронь назвав «національною мегаломанією».
Бистронь писав про ксьондза-францисканця, доктора теології, генерала Товариства викупу полонених з турецького і татарського полону Войцеха Демболенцкого, автора «Wywód jednowładnego państwa świata» (1633), де в руслі ідей сарматизму серйозно доказувалось, що перші люди говорили по «словенські» і що всі мови світа походять від польської.
Раніше, у 1570 році в Антверпені було видано зібрання творів фламандського медика та орієнталіста Горопія Бекана (1518—1572). У праці Opera Joannis Goropii Beccani, присвяченій походженню народів, він доказував, що голландська мова була найдавнішою.
Немало уваги було приділено німецькій мегаломанії і теорії расової переваги, що бере початок від книги Жозефа Артюра де Гобіно «Нарис про нерівність людських рас» (1855).
Більшу частину життя пошуковій доказовості маргінальної теорії, що мова стародавніх слов'ян була мовою всього первісного суспільства, присвятив П. Лукашевич. Результати досліджень опублікував у 10 книгах, виданих у Санкт-Петербурзі, Москві та Києві, серед них, зокрема, «Пример всеясветного славянского чаромутия: в слове …» (Київ, 1850), «Ключ к познанию на всех языках мира прямых значений в названиях числительных имен первого десятка на основании всесветного славянского Чаромутия» (Київ, 1851), «Объяснение ассирийских имен» (Київ, 1868), «Корнеслов греческого языка» (Київ, 1869), «Мнимый индогерманский мир, или истинное начало образования языков: немецкого, английского, французского и других западноевропейских» (Київ, 1874). Друкував їх великими накладами, однак через брак до них інтересу з боку читачів тримав книги в амбарах маєтку.
У 1993 році в Києві немалим тиражем (65 тис. екз.) була видана невелика брошура відомого радянського письменника, літературознавця та публіцистика, краєзнавця та етнографа, автора кількох художніх та наукових книг Сергія Плачинди. Називалась вона «Словник давньоукраїнської міфології» і, як і інша подібна популярна книга фізика О.Знойко, була орієнтована на широкого читача, школярів та студентів-гуманітаріїв. Найбільша увага приділялась слов'янській міфології та рідновірству з лінгвістичними контекстами. Показово, наприклад, що недавнє репринтне перевидання виключно історико-наукової цінності «Поетичні воззренія славян на природу» А. Н. Афанасьєва, призначене в основному для фахівців, стало бестселером саме в неоязичницьких групах та серед інших громадян, для яких духовність відіграє значну роль.
Сучасна слов'янська мовознавча міфотворчість представлена працями В. Кобилюха, енциклопедичною монографією «Долітопи́сна мо́вна істо́рія украї́нців» К. Тищенка.

## Погляди вчених на прамову
Популяризована німецьким лінгвістом Августом Шлейхером у 1853 р. модель родовідного дерева стала загальноприйнятим методом опису генетичних взаємозв'язків між мовами. Вона займає центральне місце в порівняльному мовознавстві.
Праця лінгвіста Адольфа Пікте Origines indo-européennes: Essaie de paléontologie linguistique (1859–63) поклала початок лінгвістичній палеонтології.
Теорія «мовної безперервності» Гуго Шухардта, засновника філологічного руху Wörter und Sachen (Школа слів та речей) стверджувала, що етимологію слів слід вивчати в тісному зв'язку або паралельно з вивченням культурних артефактів і культурних концепцій, які позначаються словом. У мовах постійно відбувається процес географічного вирівнювання. Тому немає чітких меж між діалектами і мовами, а є поступовий перехід однієї мови в іншу. Це положення згодом стало провідним у французькій школі лінгвогеографії. У зв'язку з цим Шухардт критикує теорію родовідного дерева й стверджує, що строго генеалогічна класифікація мов взагалі неможлива.
Виходячи з концепції схрещування мов, можна припускати, що одна й та сама мова може мати кілька предків. Оскільки змішування зближує різні мови, то «спорідненими» є всі мови світу. Це дає підстави для порівняльних досліджень неспоріднених мов. Подібність мовних структур та однорідність розвитку різних мов зумовлені ще і спільністю психічної природи людей.
Своєрідною спробою об'єднати найпопулярніші парадигми теорії прамови — парадигму А. Шлейхера і парадигму І. Шмідта і Г. Шухардта — стала теорія «аллогенетичної спорідненості» М. С. Трубецького, яка привела до відкриття мовного союзу. У статті «Вавилонська вежа і змішання мов» М. С. Трубецькой, кажучи про різноманіття національних мов і культур, вважає його наслідком «закону дроблення».
Протягом 50-х років німецький мовознавець В. Шмід займаючись дослідженнями балтійських мов, етимологією їхнього словникового запасу та граматичних структур, зробив чергову спробу нової інтерпретації прамови у книзі «Studie k baltskému a indoevropskému slovesu» (1963). Балтійське питання незабаром зачаровує його настільки, що він здійснює ономастичні дослідження, які допомагають виявляти шляхи міграцій і місця колишнього розселення різних народів, мовні та культурні контакти, більш давній стан мов і співвідношення їх діалектів. Дослідження власних назв надзвичайно важливе завдяки специфічним закономірностям їх передачі та збереження. Внаслідок своєї соціальної функції — служити простим індивідуалізованою вказівкою на певний предмет — власна назва здатна зберігати свою центральну роль при повному затемненні етимологічного значення, тобто при повній неможливості пов'язати предмет з будь-якими іншими словами тієї ж мови.
При побудові своєї моделі взаємин індоєвропейських ідіоми Шмід відмовляється від поняття «прамова» в його різних термінологічних варіантах. Замість цього висувається поняття «Bezugssprache» («мова відліку»). В якості такої з усіх мовних груп він обирає балтійську групу мов з її винятковим багатством гідронімічної термінології.
Його модель являє собою три концентричні кола, що перетинаються в центрі горизонтальної та вертикальної лініями. В результаті в кожному колі утворюються чотири сектори. Мале коло — центр іррадіації, або точка відліку, — займають балтійські мови. В середньому колі верх лівої півкулі займають германські мови. У нижньому секторі цієї ж півкулі розміщені італійські мови, верхній сектор правої півкулі порожній. Основна ж частина мовних утворень розташовується Шмідом в нижньому секторі правої півкулі: тут розміщені зверху вниз індоіранська (початок — у 2-му колі, продовження — в 3-му), слов'янська, фракійська, албанська, іллірійська мови. У третьому колі в верхньому секторі лівої півкулі позначені кельтські мови, а в нижній частині лакуна. Правий верхній сектор правої півкулі відведено тохарським мовам, а нижній сектор цієї півкулі заповнюється повністю відповідно індоарійською (продовження заповнення другого кола), вірменською, хетською, фигійською, грецькою мовами. Модель Шміда просторово орієнтована: верх вертикальної лінії позначений як північ (С), низ — як південь (Ю), лівий край горизонтальної лінії позначається як захід (3), а права — як схід (В). Балтоцентрична модель Шміда накладається і на певний географічний простір (прабатьківщину), зайнятий в період домінування індоєвропейської мовної спільноти носіями індоєвропейської прамови [схема в статті Ondřej Šefčík, Václav Blažek «Wolfgang P. Schmid» //Linguistica Brunensia, Volume 59, 1-2 ].
Встановленням спорідненості між язиковими сім'ями, продовжувачем традицій ностратичної школи В. М. Ілліча-Світича, А. Б. Долгопольского, В. А. Дибо та інших займався компаративіст С. Старостін. Його аналіз відрізняється чіткістю та послідовністю матеріалу (багато мов вивчено в експедиціях, із виконанням реконструкції нижнього рівня). Вчений значно удосконалив методику датування розходження мов (глотохронологія), зробив великий вклад у використанні комп'ютерних методів у лінгвістиці, зокрема, як автор програмного забезпечення робочого місця лінгвіста STARLING, а також онлайнового лінгвістичного ресурсу «Вавилонська Вежа»
На думку Старостіна, найбільш вірогідна теорія щодо прамови — це моногенез. Тобто мова виникла з одного джерела. Існує багато доказів в рамках наукової дисципліни «глобальні етимології» (Джозеф Грінберг, Мерріт Рулен, В. Шеворошкін). Згідно теорії моногенезу, прамова існувала 40 — 50 тис. років тому. А 30 — 35 тис. років тому на величезних просторах Європи і дуже роздрібленими групами співіснують кроманьйонці. Втім «здатність людей продукувати систему знаків — це явно не те, що починається 40 000 років тому. Ця здатність сягає принаймні 100 000 років», вважає Франческо д'Ерріко з Університету Бордо, Франція. А вчена фон Петцингер (Genevieve von Petzinger), переглядаючи археологічні документи у пошуках згадок чи ілюстрацій символів печерного мистецтва за межами Європи, виявила, що багато з 32 європейських печерних знаків використовувались у всьому світі. «Це не схоже на стадію запуску абсолютно нового винаходу», — пише фон Петцінгер у своїй нещодавно виданій книзі "Перші знаки: розгадуючи таємниці найдавніших символів у світі(2016). Іншими словами, коли сучасні люди вперше переїхали до Європи з Африки, вони, мабуть, мали із собою словник символів.